# 无欲的悲歌
《无欲的悲歌》（德語：Wunschloses Unglück）是奥地利作家彼得·汉德克创作的带有自传色彩的小说，作品回忆了母亲在奥地利乡下与柏林之间的一生。